# Baredi
Baredi – wieś w Słowenii, w gminie Izola. W 2018 roku liczyła 143 mieszkańców.